# Scraptiidae
Čeleď Scraptiidae je malá skupina brouků bez jakéhokoliv obecnějšího jména. Tito brouci jsou všeobecně dost rozšířeni a lehce se dají splést s příbuznou čeledí Mordellidae.

## Rody
- Allopoda
- Anaspis
- Canifa
- Cyrtanaspis
- Diclidia
- Larisia
- Nassipa
- Naucles
- Neoscraptia
- Pectotoma
- Pentaria
- Pseudopentaria
- Scraptia
- Silaria
- Sphingocephalus
- Trotomma
- Trotommidea